# 구글 펭귄
구글 펭귄(Google Penguin)은 2012년 4월 24일 처음 발표된 구글 알고리즘 업데이트를 위한 코드명이다. 이 업데이트는 페이지를 가리키는 링크 수를 조작함으로써 웹페이지의 순위를 인위적으로 높이는 일을 수반시키는, 현재 선언된 그레이햇 SEM 기법을 이용함으로써 구글의 웹마스터 가이드라인을 위반하는 웹사이트의 검색 엔진 순위를 낮추는 것이 목표이다. 이러한 전술은 링크 스킴에 공통적으로 기술되어 있다. 구글의 John Mueller에 따르면 2013년 기준으로 구글은 펭귄 필터의 모든 업데이트를 공개 발표하였다.

## 같이 보기
- 구글 판다